# Hypercholesterolemie
Hypercholesterolemie is een stofwisselingsstoornis waarbij een te hoog gehalte cholesterol in het bloed aanwezig is. Hypercholesterolemie komt onder andere voor bij de erfelijke aandoening familiaire hypercholesterolemie.
Cholesterol is een vetachtige, niet in water oplosbare, stof die in ons lichaam onder andere als bouwstof wordt gebruikt. Het is een onmisbare stof voor het menselijk lichaam. Echter, een teveel aan cholesterol is slecht voor de gezondheid. Het kan zich ophopen in de binnenzijde van de wanden van bloedvaten in de vorm van plaques (= atheroomplaques). Deze bloedvaten kunnen hierdoor dichtslibben (=arteriosclerose), waardoor uiteindelijk hart- en vaatziekten kunnen ontstaan (atheromatose).

## Goede en slechte cholesterol
Vaak wordt gesproken van goede en slechte cholesterol. In feite is dit onderscheid onterecht. Er bestaat namelijk maar een soort cholesterol en die is goed noch slecht. In werkelijkheid komt cholesterol in het bloed vrijwel niet in vrije vorm voor, maar altijd in verbindingen met transporteiwitten, apoproteïnen. Door de verbinding tussen een apoproteïne en een lipide ontstaat een lipoproteïne die het lipide oplosbaar maakt in het bloed. Twee lipoproteïnen zijn van bijzonder belang als het om cholesterol gaat: lipoproteïnen met lage densiteit (LDL) en lipoproteïnen met hoge densiteit (HDL).
LDL dient hoofdzakelijk voor het transport van cholesterol uit de lever naar de andere organen. De cholesterol dat aan LDL gebonden is (LDL-c) kan dan ook afgezet worden in de bloedvaten – vandaar zijn reputatie van slechte cholesterol. Eenmaal afgezet in de bloedvaten draagt het immers bij aan het ontstaan of de uitbreiding van atheroomplaques. Daarom heet LDL-c ook atherogeen. Wanneer een atheroomplaque scheurt of breekt, draagt dat bij tot de vorming van klonters, doordat ze kleine vaten kunnen afsluiten wat leidt tot een infarct of beroerte.
De rol van HDL is complexer, het speelt een rol bij ontstekingen, infecties, bloedstolling en nog meer processen: HDL helpt het cholesterol terug naar de lever te transporteren. (Aan HDL gebonden cholesterol wordt ook wel aangeduid met HDL-c.) Daarvoor gaat het een verbinding aan met ATPbinding cassette transporter-A1 (ABCA1) en/of met scavenger receptor-B1 (SR-B1). Gevolg is dat het cholesterol de cellen, voornamelijk macrofagen en schuimcellen, uit wordt getrokken. ApoA-I en in mindere mate apo-AII helpen bij het transporteren van de cholesterol naar de lever. Dit is waarschijnlijk het belangrijkste proces waarbij HDL betrokken is, voor zover het gaat om het verkleinen van het risico op atherosclerose. Let wel, dit proces kan alleen met zeer complexe technieken, meestal in vitro, bestudeerd worden. Niemand heeft tot anno 2008 echt goed kunnen aantonen dat HDL daadwerkelijk cholesterol uit de slagaders verwijdert. HDL wordt ook wel goed cholesterol genoemd, omdat een grotere hoeveelheid HDL in het bloed helpt hart- en vaatziekten te voorkomen.
Talloze studies hebben aangetoond dat een verhoogd LDL-gehalte het risico op een hartinfarct verhoogt. Daarom is het verlagen van het LDL, of preciezer het LDL-c, het belangrijkste doel bij het behandelen van een hypercholesterolemie. Directe meting van de LDL-c is moeilijk. Doorgaans wordt de hoeveelheid LDL-c dan ook bepaald door berekening op grond van het totale cholesterolgehalte, de HDL-c en de triglyceriden (een andere lipidenvorm), die wel gemakkelijk te meten zijn.

## Triglyceriden
Naast LDL- en HDL-cholesterol is dus ook het triglyceridegehalte van het bloed van belang. Triglyceride is een ander woord voor vet. Wanneer het gehalte aan triglyceriden in het bloed te hoog is, is de kans op hart- en vaatproblemen eveneens verhoogd. Dit komt doordat triglyceriden, net als LDL cholesterol, zich vasthechten aan de wanden van bloedvaten.

## Oorzaken van een hoog cholesterolgehalte
Oorzaken van een te hoog cholesterolgehalte in het bloed zijn:
- erfelijke aanleg
- diabetes mellitus
- een te hoog lichaamsgewicht
- eten van (gedeeltelijk) gehard vet (bij harden ontstaan veel transvetten)
- eten van veel verzadigde vetten
- cholesterolrijke voedingsmiddelen
- traag werkende schildklier
- bijwerking van bepaalde medicijnen
- roken

## Cholesterol en hart- en vaatziekten
Verhoogde cholesterolconcentraties in het bloed gaan gepaard met een verhoogd risico voor hart- en vaatziekten (HVZ). Echter het ontstaan van hart- en vaatziekten is niet zozeer afhankelijk van de cholesterolconcentratie als wel van de aanwezigheid van andere risicofactoren. Roken, hypertensie en diabetes mellitus veroorzaken kleine beschadigingen aan de binnenkant van bloedvaten. Ter plaatse van deze beschadigingen bevinden zich macrofagen die LDL-cholesterol kunnen opnemen, wat kan leiden tot de vorming van atheromateuze plaques.
Bij mensen met risicofactoren, zoals een hoge bloeddruk, een eerder hartinfarct of CVA, of suikerziekte is dan ook al vele malen aangetoond dat verlaging van het cholesterol tot een aanzienlijke reductie (tientallen procenten) in het optreden van hart-en vaatziekten, in de sterfte door hart- en vaatziekten en in de totale sterfte leidt. Of het zinvol is om bij overigens gezonde mensen met een hoog cholesterol dit cholesterol te gaan verlagen is een veel controversiëler onderwerp.
Screening op cholesterol bij gezonde personen is weinig zinvol. Voor onderzoek op cholesterol komen in aanmerking:
- personen met klachten of klinische manifestaties van HVZ
- personen zonder HVZ maar met een bepaald risicoprofiel (combinatie van roken, diabetes mellitus, hypertensie, leeftijd, geslacht, eerste graadsfamilieleden < 65 jaar met HVZ)
- personen met het vermoeden op een hoog cholesterolgehalte (familiaire hypercholesterolemie of andere vetstofwisselingsstoornis)
- personen die roken en ouder zijn dan 50 jaar

Voor een juiste interpretatie van eventuele schadelijke effecten van cholesterol moet de verhouding tussen het totale cholesterol en het HDL-cholesterol - de zogeheten totaal-cholesterol/HDL ratio - worden bepaald. Vanwege de individuele biologische variabiliteit en toevallige meetfout is een enkele meting soms onvoldoende. De huidige (2006) NHG-standaard cardiovasculair risicomanagement schrijft voor dat bij waarden rond de behandelgrens het cholesterolgehalte en de aanverwante waarden na minstens een week nogmaals worden bepaald; anders is een enkele nuchtere bepaling voldoende.
Door het eten van cholesterol-arme voedingsmiddelen, onverzadigde vetten en voedingsvezel kan het cholesterolgehalte in het bloed ietwat worden verlaagd. Door het gebruik van voedingsmiddelen met bepaalde plantensterolen nog wat meer. Galzuren, welke uit cholesterolachtige verbindingen bestaan, binden aan de voedingsvezel. Hierdoor wordt de heropname van de galzuren in de darm minder en blijft een grotere hoeveelheid van deze stoffen achter in de feces. Hierdoor wordt in de lever meer cholesterol gebruikt om nieuwe galzuren te maken. Bij overgewicht zal gewichtvermindering leiden tot een afname van het LDL-cholesterol en toename van het HDL-cholesterol. Soms worden cholesterolverlagende geneesmiddelen aanbevolen, dit is steeds een afweging tussen de kans op ziekte, de grootte van het te verwachten effect en de mate van te bereiken risicoreductie, en de kosten van de geneesmiddelen. Hiervoor zijn vele rekenregels en tabellen opgesteld die periodiek worden herzien.